# Yoel Felipe Mendoza
Yoel Felipe Mendoza Estrada es un deportista cubano que compitió en piragüismo en la modalidad de aguas tranquilas. Ganó tres medallas en los Juegos Panamericanos en los años 1999 y 2003.

## Palmarés internacional
| Juegos Panamericanos | Juegos Panamericanos            | Juegos Panamericanos | Juegos Panamericanos |
| Año                  | Lugar                           | Medalla              | Competición          |
| -------------------- | ------------------------------- | -------------------- | -------------------- |
| 1999                 | Winnipeg (Canadá)               | Medalla de plata     | K4 1000 m            |
| 2003                 | Santo Domingo (Rep. Dominicana) | Medalla de oro       | K2 1000 m            |
| 2003                 | Santo Domingo (Rep. Dominicana) | Medalla de oro       | K4 1000 m            |